# 利奥波德二世 (神圣罗马帝国)
利奥波德二世（Leopold II，1747年5月5日—1792年3月1日），德意志国王、神聖羅馬皇帝（1790年至1792年在位），匈牙利和波希米亚選侯。他也是奥地利统治下的托斯卡纳大公及克罗地亚国王（称利奥波多一世，1765年至1792年在位）。

## 生平

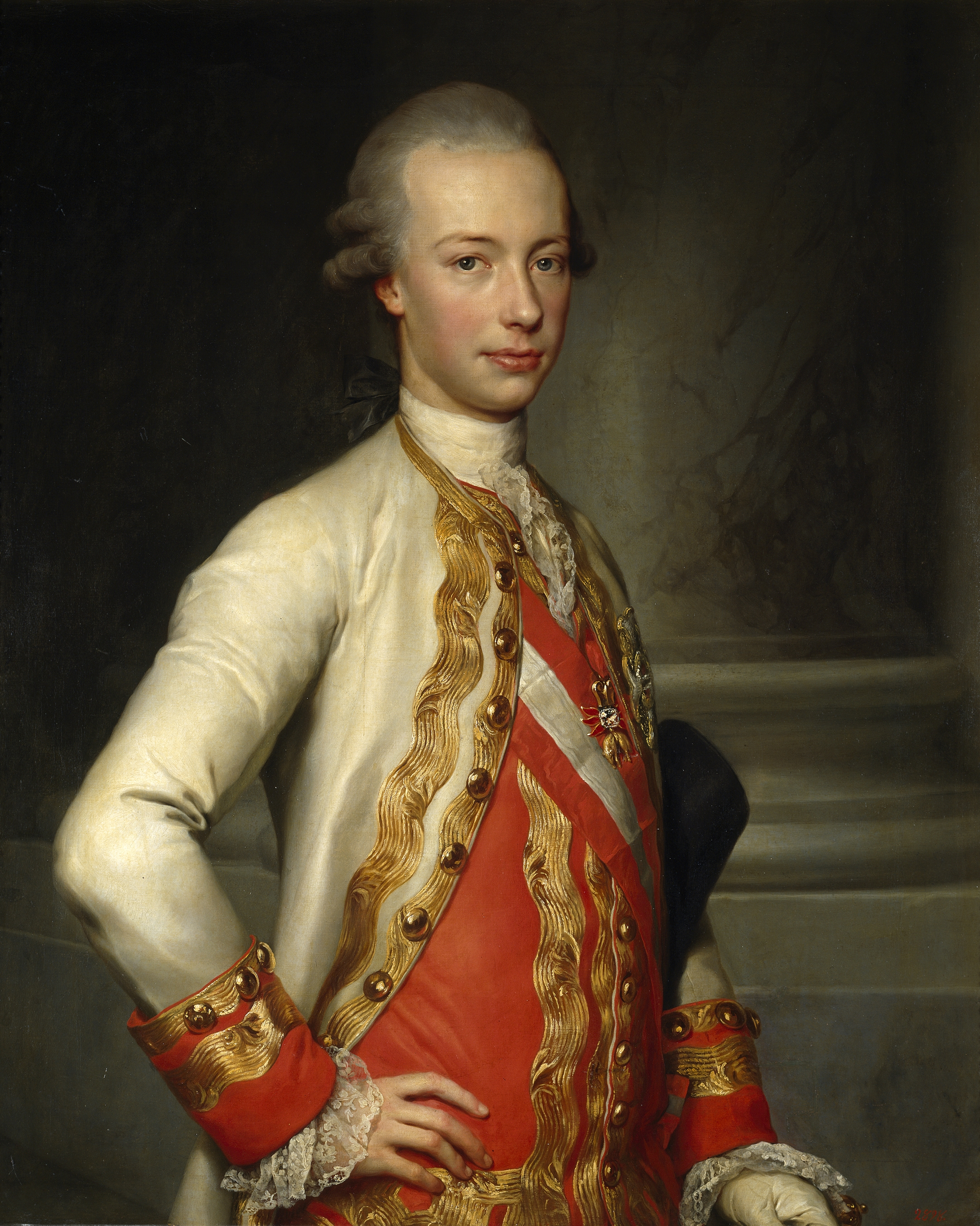
托斯卡纳大公利奥波德一世

利奥波德二世是奥地利女大公，波希米亚和匈牙利女王玛丽亚·特蕾西娅与皇帝弗朗茨一世之三子，出生于維也納。他在1765年得到托斯卡纳大公的公位，受啟蒙運動的影響，在这个小公国里，他废除了酷刑拷问和死刑，平衡税收并试图削弱天主教会的力量，鼓勵代議制，成為歐洲大陸上第一位實行立憲統治的諸侯。在他的长兄约瑟夫二世去世后，他继承了神圣罗马帝国的皇位。
为了不致使哈布斯堡王朝对尼德兰，匈牙利和波希米亚等地的统治出现动摇，利奥波德二世采取了一些改革措施。他在1790年赴布拉格加冕为波希米亚選侯；实际上，他是最后一个举行加冕式的波希米亚国王。
利奥波德二世面临的最强大的敌人之一，是俄国女皇叶卡捷琳娜二世。利奥波德二世废除了奥地利与俄国的联盟条约，但也令奧地利面臨孤立，在意大利戰爭中被法軍的爱德华·莫蒂埃軍團打敗，被迫撤出阿尔卑斯山西部地區。
利奥波德二世是法国大革命最顽固的反对者，这部分缘于他的妹妹，玛丽·安托瓦内特是法國国王路易十六的王后。1791年，利奥波德二世与普魯士国王腓特烈·威廉二世在皮尔尼茨会晤。他们发表了皮尔尼茨宣言，声称要以武力保卫法国的君主制。1792年利奥波德二世正式与普鲁士缔结同盟，准备以武力干涉法国。但他在这时突然去世。

## 家庭
1764年，利奧波德二世(16歲)與瑪麗亞·路易莎(19歲)結婚，兩人共有12子4女：
1. 奧地利的瑪麗亞·特蕾莎（1767年—1827年），萨克森王国王后
2. 弗朗茨二世（1768年—1835年），奥地利大公，1804年成為奧地利皇帝
3. 費迪南多三世（1769年—1824年），托斯卡纳大公国大公
4. 奧地利的瑪麗亞·安娜（1770年—1809年）
5. 卡尔大公（1771年—1847年），切申公爵
6. 奧地利的亞歷山大·利奧波德（1772年—1795年），匈牙利王国總督
7. 奧地利的約瑟夫（1776年—1847年），匈牙利王国總督
8. 瑪麗亞·克萊曼丁娜（1777年—1801年）
9. 奧地利的安東·維克多（1779年—1835年）
10. 奧地利的瑪麗亞·艾瑪莉亞（1780年—1798年），早逝
11. 奧地利的約翰（1782年—1859年）
12. 奧地利的萊納（1783年—1853年）
13. 奧地利的路德維希（1784年—1864年）
14. 奧地利的魯道夫（1788年—1831年），天主教奥洛穆茨总教区